# Kerol Hatavej
Bolničarka Kerol Hatavej je izmišljeni lik iz poznate serije "Urgentni centar", a igrala ju je Džulijana Margulis od 1994. do 2000. i 2009. godine. Uklanjanje Džulijane Margulis iz uvodne špice se desilo u poslednjoj epizodi 6. sezone.

## Karijera
Kerol Hatavej je po zanimanju bolničarka i glavna bolničarka u Urgentnom centru čikaške Opšte bolnice. Ona ima magistrat iz bolničarstva i levoruka je.
Kerol je osetljiva na manjak prepoznavanja iskustva bolničara u Urgentnom centru. Ponekad je neprijateljski nastrojena prema lekarskim pomoćnicima, a jednom je rekla hirurgu Piteru Bentonu u 1. sezoni "Hejle možda ne zna da zašije aortu, ali ima više od 20 godina iskustva u hitnom zdravstvu, a ti kad bi sišao sa postolja, možda bi shvatio da bolničari vode ovo, a ne vi".
U 3. sezoni, Kerol je htela da ode na medicinski i postane lekarka, ali se predomislila jer je uvidela da je njen posao bolničarke vredan truda.
U 4. sezoni, Kerol je pronašla sredstva za ambulantu Urgentnog centra jer je dobila novac od bake dr. Džona Kertera, Milisent. Kerolina ambulanta pruža zdravstvene usluge hiljadama ljudi besplatno.
U 5. sezoni, nakon kraha sa Dagom Rosom, detetom na samrti i prevelikom količinom lekova, Kerol je prisiljena da napusti svoje mesto u ambulanti i mesto glavne bolničarke.

## Lični život

### Sezone 1−6
Osam nedelja posle pokušaja samoubistva, Kerol se vraća na posao. Iako je kasnije poricala, zaposleni su sumnjali da je do samoubistva dovela njena propala veza sa Dagom Rosom, pedijatrom ženskarošem koji takođe radi u Urgentnom centru. Kerol je udaljila Daga i iz ličnih i iz poslovnih stvari, što postaje teškoća jer Dag stalno pokušava da je ponovo osvoji, a jednom takvom prilikom joj se pojavio pijan na vratima sa cvećem. Dok Kerol krije mržnju prema drskom pedijatru, postaje očigledno i gledaocima i zaposlenima da ona i dalje gaji osećanja prema njemu.
U nameri da okrene novi list posle svoje skrhkane veze, Kerol se verila za ortopedskog hirurga Džona "Taga" Taglijerije (Rik Rosovič). Veza je bila burna od početka jer Kerol nije mogla u potpunosti da se posveti Tagu pa je protiv njegove volje pokušala da usvoju malu ruskinju koja je bolovala od SIDA-e i ostavljena u Urgentnom centru. Baš kad je trebalo da se venčaju, Tag ju je ostavio pred oltarom i rekao joj da ne može da se posveti nekome ko ne može da mu uzvrati osećanja. Iako povređeni, zaposleni Urgentnog centra su joj, isto kao što su joj u žurbi spasili život, spasili i veselje hranom, pićem i muzikom.
U pokušaju da postane nezavisnija, Kerol kupuje polovnu kuću koju smišlja da renovira. Kasnije počinje da se zabavlja sa bolničarem Rejem "Šepom" Šepardom (Ron Eldard) pa on počinje da živi sa njom. Uprkos obećavajućem početku, njihvoa veza se znatno zategla kad se Šep drastično promenio kad mu je ortak poginuo. Šep i njegov ortak su odlučili da uđu u zapaljenu zgradu i spasu decu koja su bila zarobljena u njoj. Šepov ortak se gadno opekao i kasnije je umro na Intenzivnoj nezi. Šep je postao napadan i uprkos Kerolinom pokušaju da mu nađe stručnu pomoć, on je to odbio što je okončalo njihovu vezu pošto je ona odbila da gleda nekog do koga joj je stalo kako će sam sebe da uništi.
Bez Šepovih primanja, Kerol nije mogla da renovira kuću. Da bude još gore, nastao je randi spor zbog preraspodele njenih bolničara. Kao glavna bolničarka Urgentnog centra, Kerol je učesnica rukovodstva zbog čega biva rastrzana između prijatelja i bolničke uprave. Tokom obustave rada bolničara, Kerol je sllučajno dala bolesniku pogrešnu krv. Iako nije razjašnjeno da li je zbog krvi ili drugih svojih povreda n preminuo, Kerol je kvirila sebe. Uprava u početku nije kaznila Kerol zbog ovog događaja nego je to iskoristila da okrivi bolničare za obustavu rada, ali je ona izvređala odluku uprave jer je verovala da nije kažnjena kako treba zbog svoje greške pa se obratila novinama zbog čega je udaljena sa posla.
Tokom vremena kad nije radila, Kerol je bila talac naoružanih pljačkaša u jednoj radnji. Lečila je nekoliko povređenih ljudi i uspela je da se izvuče iz događaja potresena, ali nepovređena. Kerol je kasnije polagala ispit iz poslovodstva na Medicinskom fakultetu, a Dag joj je pomagao i pretpostavila je da je pala, a u ustvari je dobro prošla. Ipak, ona je odlučila da ne nastavlja sa medicinskim fakultetom jer je polagala ispit samo da bi dokazala da je kadra. Takođe su u to vreme Kerol i Dag postali bliskiji prijatelji. Dag, nekadašnji ženskaroš je dotakao dno života što je dovelo do života neženje kad mu je jedna devojka sa kojom se zabavljao umrla od prevelike količine kokaina. Dok je ispravljao svoj život, Kerol je počela da ga gleda drugačije i nakon iznenadnog dolaska na vrata, Dag i Kerol su počeli da obnavljaju svoju vezu.
Njihovu vezu je poljuljala Kerolina nesigurnost i gorke uspomene iz prošlosti. Plašeći se šta će ostali zaposleni da misle, Kerol i Dag su se viđeli u tajnosti iako je to bilo očigledno zaposlenima pa su pokrenuli pokladu oko toga da li će priznati. Dagovi pokušaji da se ispravi ranije greške i da joj se posveti su nju ustkunuli. Kad se poljubila sa vatrogascem i to priznala Dagu, on je ostavlja na neko vreme. Njih dvoje su se na krjau pomirili. Kerol je prevazišla svoju nesigurnost i na kraju je uspela da se otarasi utvara i posveti Dagu. Ubrzo posle toga, njih dvoje su rešili da naprave dete. Kerol je otvorila besplatnu ambulantu u Urgentnom centru, a novčano ju je pomogla bogata baka saradnika dr. Džona Kartera. Ambulanta je bila uspešna i pomagala je mnogima u zajednici.
Dagovi stalni sukobi sa ovlašćenjima počeli su da ugrožavaju ne samo njegov posao, nego i njegovu vezu sa Kerol kojoj je uprkos posvećenosti izuzetno teško da podržava njegove nemarne odluke što se tiče nege bolesnika. Sve ovo je dostiglo vrhunac kad je neizlečivo bolesni dečak umro pod njegovom negom. Koristeću BUA aparat sa Keroline ambulante, Dag je ovlastio majku dečaka Joi da da detetu dovoljno analgetika da mu stane srce. Kad je kao ishod bruke pokrenuta milicijska istraga kojom bi im oboma uništila karijere, Kerol je prisiljena da napusti mesto glavne bolničarke i odrekne se upravljanja svojom ambulantom, a Dagu je zabranjeno da prima bolesnike. Ne videvši drugi izlaz, Dag daje otkaz i odlazi u Sijetl gde prihvata unosan posao uprkos Kerolinom prosvedovanju. Jedino što Dag nije znao je da Kerol nosi bliznakinje.
Kerol rađa Kejt i Tes na Dan zahvalnosti u čemu su joj pomogli tadašnja bolničarka na ginekologiji Ebi Lokhart i dugogodišnji prijatelj i saradnik dr. Mark Grin kao trener porođaja. Kad je Dag saznao za svoje ćerke preko telefona, on ih je pozvao da dođu da žive sa njim u Sijetlu. Kerol nije mogla da odluči da li je to ispravno pošto je i dalje bila povređena njegovim iznenadnim odlaskom godinu dana ranije pa je pokušala da podiže svoje ćerke sama. Dr. Luka Kovač, novi lekar iz hrvatske, kojme su poginuli žena i deca u hrvatskom ratu za nezavisnost, se ponudio da joj pomogne oko bliznakinja pa se probna romantika razvila zbog čega su njih dvoje postali bliski, ali Kerol je videla da to ne vodi nigde. Dok je lečila ženu koja je umirala zbog poslednjeg stadijuma raka jajnika i pomogla njenoj porodici da se oprosti od nje je nateralo Kerol da sastavi svoju porodicu i pošto se pristojno oprostila od Luke, ona je iznenada otišla sa posla i odletela za Sijetl tog dana da se nađe sa Dagom. Kasnije je otkriveno da je tog dana kad je napustila Čikago, Kerol poslala po svoje čerke da ih dovedu kod nje i Daga u Sijetl.

### Sezona 14
Osam godina kasnije, u epizodi "Trenutno stanje" 14. sezone, Džini Bule je pomenula Daga i Kerol kad se vratila u Urgentni centar kad joj je bivši suprug umro i kad je saznala za moždane lezije zbog napretka SIDA-e kod svog sina. Bolničarka Hejle Adams je izjavila da žive srećno u Sijetlu i da su im bliznakinje pošle u drugi razred.

### Sezona 15
U epizodi "Knjiga o Ebi" u 15. sezoni, dugogodišnja bolničarka Hejle Adams pokazuje Ebi Lokhart na odlasku ormarić gde su svi raniji lekazi i aposleni ostavili pločice sa svojim imenima. Među njima, pločica sa prezimenim "Hatavej" se vidi.
Kerol Hatavej se ponovo pojavljuje u 15. sezoni. Ona i Dag su sad u braku i imaju praksu u Zdravstvenom centru Univerziteta u Vašingtonu, gde je Kerol usmeriteljka za presađivanje. Tokom te epizode, Kerol i Dag su pomogli ožalošćenoj baki (Suzan Sarandon) da daruje organe svog unuka. Jedan organ, bubreg, je dat "nekom lekaru", a Kerol i Dag nisu znali da je to njihov bivši saradnik i prijatelj dr. Džon Karter. Dok je bila na poslu, ona je upoznala dve trenutne zaposlene u Opštoj bolnici, dr. Nilu Razgotru i glavnu bolničarku Sem Tagart.

## Prijem
Časopis "Nedeljna zabava" je smestio Hatavejevu na spisak "30 najboljih TV lekara i bolničara".Njena veza sa Dagom Rosom je ukuljučena u spisak "Najboljih TV parova svih vremena" televizije AOL i na isti spisak časopisa "TV Vodič".